# Lispocephala pollinosa
Lispocephala pollinosa är en tvåvingeart som beskrevs av Malloch 1928. Lispocephala pollinosa ingår i släktet Lispocephala och familjen husflugor. Inga underarter finns listade i Catalogue of Life.